# Jehan de Chanteprime
Jehan de Chanteprime, seigneur de Champlost, d'Avrolles et de Pont-de-Bar, est un administrateur français de la fin XIVe et début XVe siècle.

## Biographie

### Famille
La famille est originaire du nord de la Bourgogne : son arrière-grand-père paternel Jean de Chanteprime, seigneur de La Prime (fief du comté de Melun), est noté comme bourgeois de Sens (Yonne) en 1332 (probablement quand il épouse (Louise ?) de La Mothe). Ce Jean, seigneur de la Prime, est père d'Isabelle ou Babelonne de Chanteprime, qui épouse Adam de Bragelongne, et d'Adam de Chanteprime, procureur général du roi au bailliage de Sens (1344), conseiller au parlement de Paris (1359), réformateur des Monnaies de France (1361) et trésorier du Dauphiné (1367-1369), époux Jeanne de Longuejoue, les parents de Jehan.
Il est l'oncle Pierre de Longueil, évêque d'Auxerre.

### Carrière
Licencié ès lois, changeur, Jean Chanteprime devient général receveur des arrérage des Aides en 1381. Maître en la Chambre des comptes du Dauphiné dès l'année suivante, il est nommé receveur général des aides pour la guerre de 1385 à 1389, adjoint de la justice des aides en 1386, puis trésorier des guerres du roi de 1389 à 1395, et un des deux généraux sur la finance des Aides et conseiller sur le fait des aides pour la guerre de 1395 à 1399,,.
Conseiller du roi en 1397 et président de la Cour des Aides de Paris en 1398, il est le contrôleur général des finances du roi Charles VI en 1399, délégué à l'Échiquier de Normandie, maître extraordinaire en la Chambre des comptes (5 août 1399) et conseiller d'État. 
Il occupe également les fonctions de garde et trésorier du Trésor des Chartes et des Archives du Roi (1399-1411), en remplacement de Gérard de Montaigu. 
Il résilie ses fonctions en juillet 1411. 
Il est le protecteur de Laurent de Premierfait.

### Mariage et descendance
Il épouse Gillette de Dormans, sœur du cardinal Jean de Dormans et du chancelier Guillaume de Dormans. De son mariage, naissent :
- Guillaume de Chanteprime, conseiller au parlement de Paris (1403), maître des requêtes de l’hôtel du roi (1408 et 1409).
- Pierre de Chanteprime, conseiller au parlement de Paris.
- François de Chanteprime, maître en la chambre des comptes de Paris.
- Joachim de Chanteprime, archiprêtre de l'église Saint-Séverin à Paris.
- Jean de Chanteprime, conseiller au parlement de Paris (1376), doyen du chapitre de chanoines de Notre-Dame de Paris (1402), maître en la Chambre des comptes (1407), premier principal du collège Fortet
- Jeanne de Chanteprime, épouse Philippe de Corbie, seigneur de Mareuil et de Jaigny, maître des requêtes, président au parlement de Paris (1463), fils légitimé d'Arnaud de Corbie.
- Marguerite de Chanteprime, épouse Pierre de Vaudétar, seigneur de Pouilly, valet de chambre de Charles VII.
- Denise de Chanteprime, épouse Michel (ou Robert ?) Piédefer, avocat du roi au châtelet de Paris.
- Catherine de Chanteprime, mariée avec Jean Luillier, seigneur de Vez, avocat général du parlement, puis avec Eustache de Gaucourt, seigneur de Viry, grand fauconnier de France. Elle est la mère de l'évêque Jean Luillier.
- Jehan de Chanteprime, maître extraordinaire en la Chambre des comptes, époux Marguerite Le Verrat (fille de Pierre Le Verrat), avec laquelle il a :
  - Catherine de Chanteprime, mariée à Jean L'Orfèvre, seigneur de Pont-Sainte-Maxence et des Ageux.
  - Jehanne de Chanteprime, mariée en premières noces à Pierre Lescot, conseiller à la cour des aides ; et en secondes noces à Gilles Luillier, avocat au parlement. Mère du prévôt Pierre Lescot, grand-mère de l'architecte Pierre Lescot et du chancelier François Olivier.
  - Charlotte de Chanteprime, dame de Tremont, mariée en premières noces avec Charles Challigault, notaire et secrétaire du Roy et en secondes noces à Arnoul des Poquerelles, écuyer, prévot de Pontoise
  - Marguerite de Chanteprime, mariée à Jean de Reilhac[2], notaire et secrétaire de Charles VII et de Louis XI, maître des comptes, général des finances de (Languedoïl ?)[précision nécessaire] et ambassadeur[9].

## Blason
« D’or au chevron de sable accompagné de trois hures de sanglier du même ».

## Héraldique
| Blason | Blasonnement : « D’or au chevron de sable accompagné de trois hures de sanglier du même ». |